# إلين وينثر
إلين وينثر (بالدنماركية: Ellen Winther Lembourn) هي مغنية أوبرا ومغنية وممثلة دنماركية، ولدت في 11 أغسطس 1933 في آرهوس في الدنمارك، وتوفيت في 13 أغسطس 2011 في كوبنهاغن في الدنمارك.

## وصلات خارجية
- إلين وينثر على موقع IMDb (الإنجليزية)
- إلين وينثر على موقع ميوزك برينز (الإنجليزية)
- إلين وينثر على موقع قاعدة بيانات الأفلام السويدية (السويدية)
- إلين وينثر على موقع ديسكوغز (الإنجليزية)
- إلين وينثر على موقع ديسكوغز (الإنجليزية)
- إلين وينثر على موقع قاعدة بيانات الفيلم (الإنجليزية)
- إلين وينثر على موقع كينوبويسك (الروسية)